# Minatomirai-Linie
| Bahnhof Motomachi-Chūkagai |                         |                            |                            |
| |                         |                            |                            |
| Streckenlänge: | 4,1 km                  |                            |                            |
| Spurweite: | 1067 mm (Kapspur)       |                            |                            |
| Stromsystem: | 1500 V =                |                            |                            |
| Streckengeschwindigkeit: | 70 km/h                 |                            |                            |
| Zweigleisigkeit: | ganze Strecke           |                            |                            |
| |                         |                            |                            |
| Gesellschaft: | Yokohama Kōsoku Tetsudō |                            |                            |
| \| \| \| ↑ Tōkyū Tōyoko-Linie \| \| \| \| 0,0 \| Yokohama (横浜) \| Yokohama (横浜) \| \| \| \| ↔ Tōkaidō-Hauptlinie \| \| \| \| \| → Keihin-Tōhoku-Linie \| \| \| \| \| ↔ Keikyū-Hauptlinie \| \| \| \| \| \| \| \| \| \| → Tōkaidō-Güterlinie \| \| \| \| 0,8 \| Shin-Takashima (新高島) \| Shin-Takashima (新高島) \| \| \| 1,7 \| Minatomirai (みなとみらい) \| Minatomirai (みなとみらい) \| \| \| 2,6 \| Bashamichi (馬車道) \| Bashamichi (馬車道) \| \| \| 3,2 \| Nihon-ōdōri (日本大通り) \| Nihon-ōdōri (日本大通り) \| \| \| 4,1 \| Motomachi-Chūkagai \| Motomachi-Chūkagai \| \| \| \| (元町・中華街) \| \| |                         |                            |                            |
| Tunnelanfang |                         | ↑ Tōkyū Tōyoko-Linie       | ↑ Tōkyū Tōyoko-Linie       |
| Strecke von links (im Tunnel) · Bahnhof quer (im Tunnel) · Strecke nach rechts (im Tunnel) | 0,0                     | Yokohama (横浜)            | Yokohama (横浜)            |
| Kreuzung mit oberirdischer Strecke (im Tunnel) · Bahnhof quer · Strecke quer |                         | ↔ Tōkaidō-Hauptlinie       | ↔ Tōkaidō-Hauptlinie       |
| Strecke von links · Kreuzung mit oberirdischer Strecke (im Tunnel) · Bahnhof quer · Strecke quer |                         | → Keihin-Tōhoku-Linie      | → Keihin-Tōhoku-Linie      |
| Kreuzung geradeaus oben · Kreuzung mit oberirdischer Strecke (im Tunnel) · Bahnhof quer · Strecke quer |                         | ↔ Keikyū-Hauptlinie        | ↔ Keikyū-Hauptlinie        |
| |                         |                            |                            |
| Abzweig quer und nach rechts · Strecke Tunnelanfang und quer · Kreuzung mit Tunnelstrecke (im Tunnel) · Strecke quer (im Tunnel) |                         | → Tōkaidō-Güterlinie       | → Tōkaidō-Güterlinie       |
| Haltepunkt / Haltestelle (im Tunnel) | 0,8                     | Shin-Takashima (新高島)    | Shin-Takashima (新高島)    |
| Haltepunkt / Haltestelle (im Tunnel) | 1,7                     | Minatomirai (みなとみらい) | Minatomirai (みなとみらい) |
| Haltepunkt / Haltestelle (im Tunnel) | 2,6                     | Bashamichi (馬車道)        | Bashamichi (馬車道)        |
| Haltepunkt / Haltestelle (im Tunnel) | 3,2                     | Nihon-ōdōri (日本大通り)   | Nihon-ōdōri (日本大通り)   |
| Kopfbahnhof Streckenende (im Tunnel) | 4,1                     | Motomachi-Chūkagai         | Motomachi-Chūkagai         |
| |                         | (元町・中華街)             |                            |

Die Minatomirai-Linie (jap. みなとみらい線; Minatomirai-sen) ist eine Eisenbahnstrecke auf der japanischen Insel Honshū. Sie ist im Besitz der Bahngesellschaft Yokohama Kōsoku Tetsudō, der Betrieb wird in ihrem Auftrag von der Tōkyū Dentetsu durchgeführt. Die vollständig unterirdisch verlaufende Stichstrecke im Stadtzentrum von Yokohama erschließt den Stadtteil Minato Mirai 21 und ist nach diesem benannt. Ihre Fortsetzung ist die Tōkyū Tōyoko-Linie, die zum Bahnhof Shibuya in Tokio führt.

## Streckenbeschreibung
Die 4,1 km lange Strecke ist in Kapspur (1067 mm) verlegt und mit 1500 V Gleichspannung elektrifiziert. Sie ist durchgehend zweigleisig ausgebaut und verläuft ausschließlich unterirdisch, womit sie eher einer U-Bahn ähnelt. Es werden sechs Tunnelbahnhöfe bedient, die zulässige Höchstgeschwindigkeit beträgt 70 km/h.
Nördlicher Ausgangspunkt ist der Bahnhof Yokohama, wo die Minatomirai-Linie im fünften Untergeschoss unmittelbar an die Tōkyū Tōyoko-Linie in Richtung Tokio anschließt. Die Strecke führt in südlicher und südwestlicher Richtung durch das Stadtentwicklungsgebiet Minato Mirai 21, das in den 1980er und 1990er Jahren im Bereich des alten Hafens entstand. Dabei verläuft sie ungefähr in einem halben Kilometer Entfernung parallel zur weiter westlich gelegenen Negishi-Linie von JR East. Südliche Endstation ist der Bahnhof Motomachi-Chūkagai im Zentrum der Chinatown von Yokohama. Sämtliche Bahnhöfe sind zweigleisig, verfügen über breite Mittelbahnsteige mit Bahnsteigtüren und sind mit moderner Kunst verziert.

## Züge
Der gesamte Bahnverkehr wird von der Tōkyū Dentetsu durchgeführt und die Minatomirai-Linie bildet mit der daran anschließenden Tōkyū Tōyoko-Linie eine betriebliche Einheit. Anders als bei Durchbindungen in Japan üblich, erfolgt an der Schnittstelle im Bahnhof Yokohama kein Personalwechsel. Der einzige Unterschied besteht bei den Besitzverhältnissen der Strecke.
Tagsüber verkehren von Motomachi-Chūkagai über Yokohama und Shibuya in beiden Richtungen jede Stunde 16 bis 18 Züge, während der Hauptverkehrszeit 20 oder 21 Züge. Zahlreiche von ihnen werden in Shibuya auf die Fukutoshin-Linie von Tōkyō Metro durchgebunden und verkehren über diese zu verschiedenen Zielen auf den Streckennetzen von Seibu Tetsudō und Tōbu Tetsudō:
- über Wakōshi weiter auf der Tōbu Tōjō-Hauptlinie nach Shinrin-kōen oder Ogawamachi
- über Kotake-Mukaihara weiter auf der Seibu Yūrakuchō-Linie und der Seibu Ikebukuro-Linie nach Nerima, Kotesashi oder Hannō

Folgende Zuggattungen werden angeboten:
S-Train (jap. エストレイン, Esutorein)

In diesen Zügen sind sämtliche Sitzplätze reservationspflichtig und erfordern einen Zuschlag zum üblichen Fahrpreis. Während die S-Train an Werktagen auf die Fukutoshin-Linie und das Streckennetz von Seibu Tetsudō beschränkt sind, verkehren sie an Wochenenden zwischen Seibu-Chichibu und Motomachi-Chūkagai. Dabei befahren sie hintereinander fünf verschiedene Bahnstrecken, darunter die Minatomirai-Linie.
■ Tokkyū (特急, auf Englisch auch F Liner genannt)

Die schnellsten Züge ohne Zuschlagspflicht benötigen zwischen Motomachi-Chūkagai und Shibuya 35 Minuten. Dort werden sie auf die Fukutoshin-Linie durchgebunden und fahren anschließend als Schnellzüge auf dem Seibu- und Tōbu-Streckennetz.
■ Tsūkin-tokkyū (jap. 通勤特急, engl. Commuter Limited Express)

Diese Eilzüge legen mehr Zwischenhalte ein und verkehren während der morgendlichen und abendlichen Hauptverkehrszeit anstelle der Tokkyū. Die meisten werden ebenfalls auf das Seibu- und Tōbu-Streckennetz durchgebunden.
■ Kyūkō (急行, engl. Express)

Eilzüge, die den ganzen Tag über auf der Tōyoko- und der Minatomirai-Linie verkehren. Einzelne verkehren als Lokalzüge weiter auf der Fukutoshin-Linie.
■ Kakueki-teisha (各駅停車, engl. Local)

Nahverkehrszüge mit Halt an allen Bahnhöfen.

## Bilder

Logo der Minatomirai-Linie

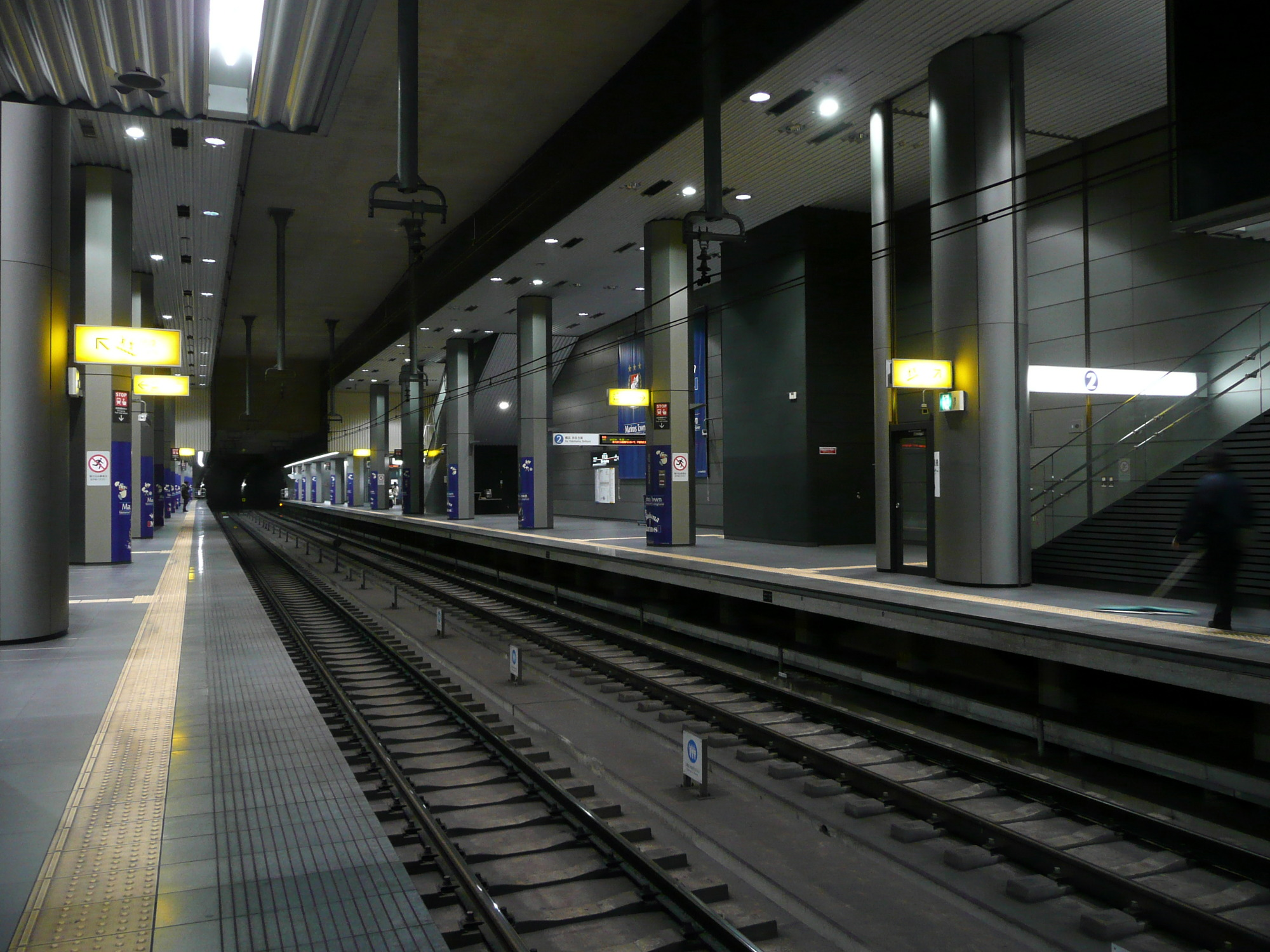
Bahnhof Shin-Takashima
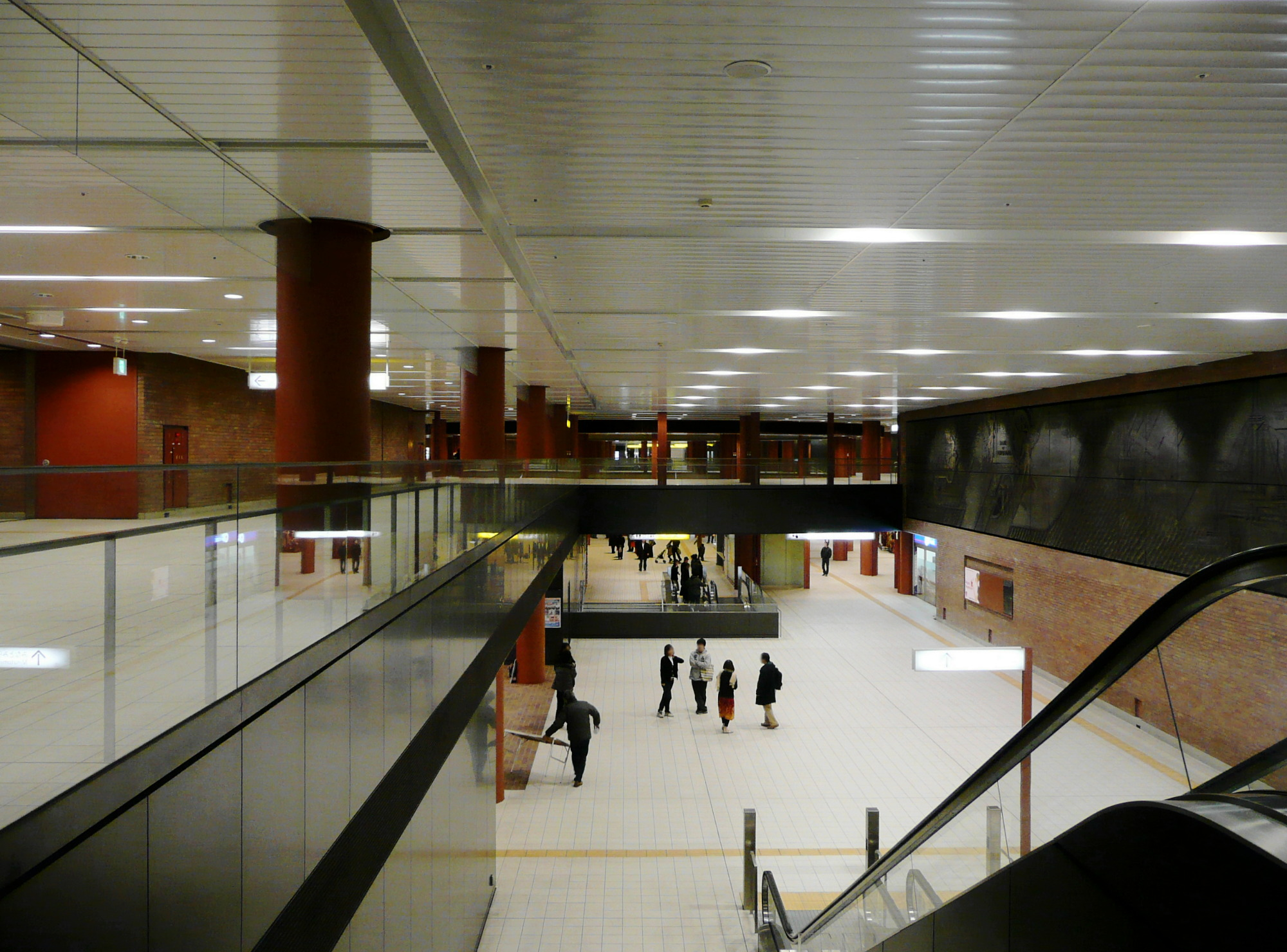
Bahnhof Bashamichi
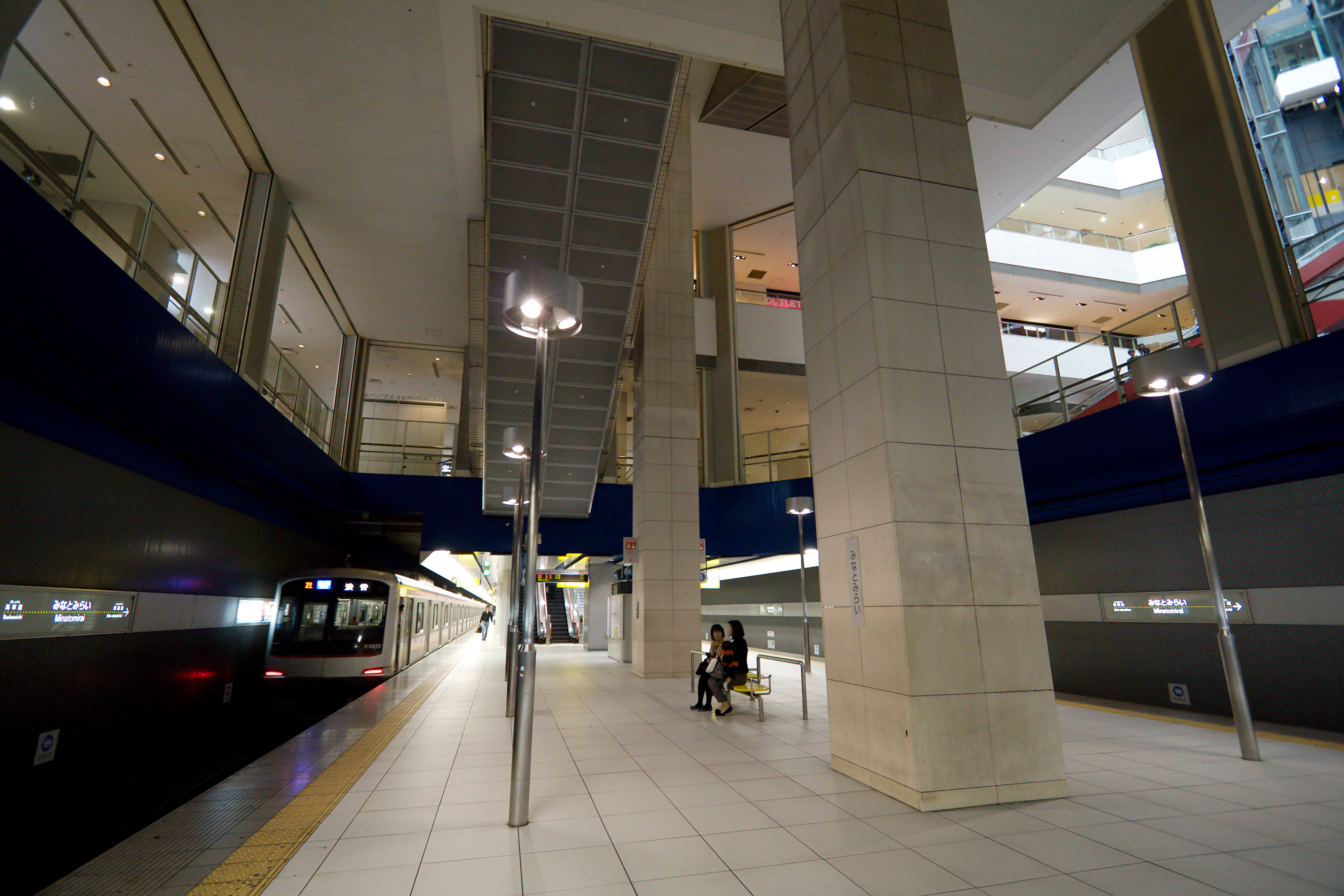
Bahnhof Minatomirai
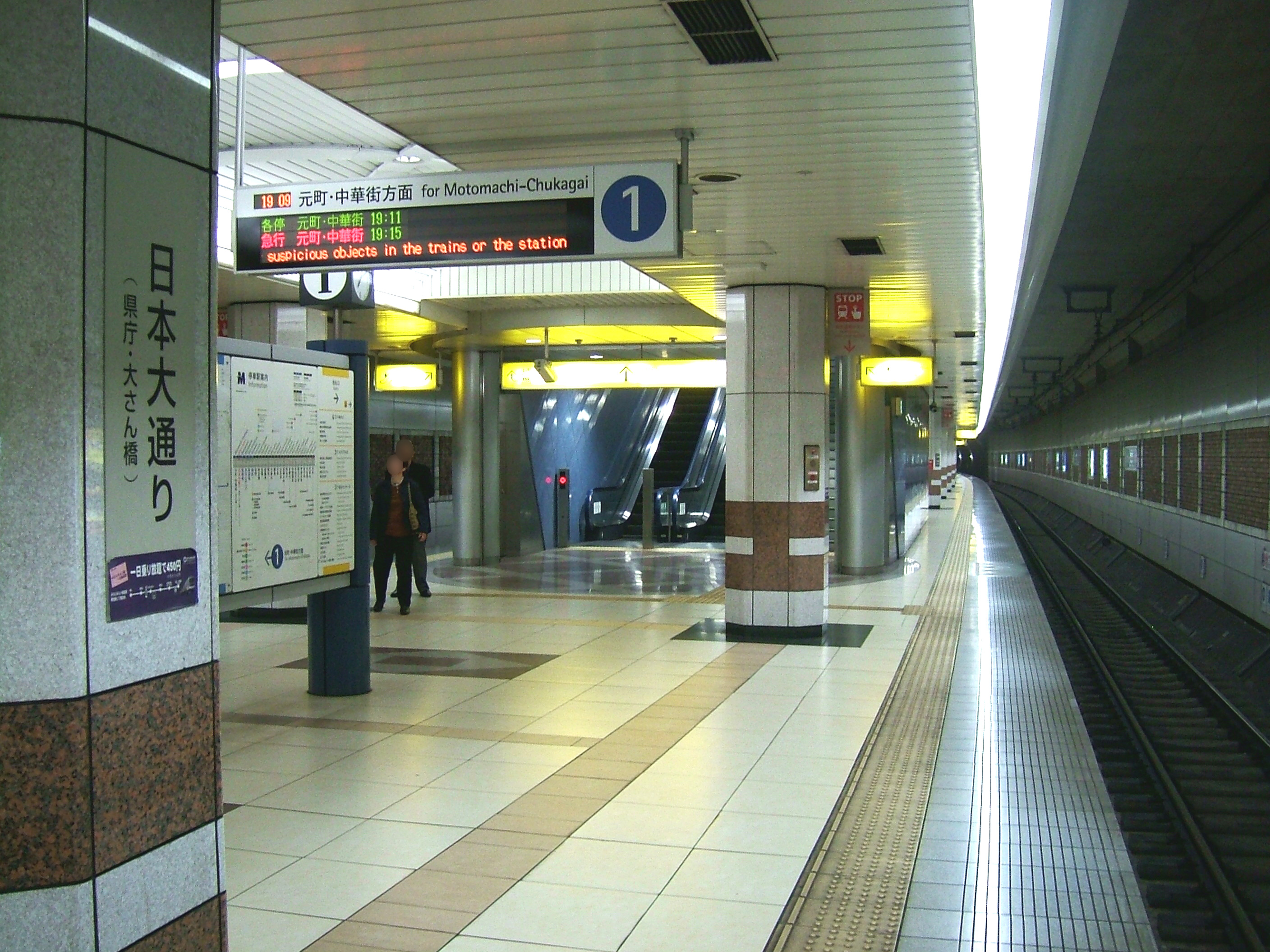
Bahnhof Nihon-ōdōri

## Geschichte
Seit 1950 gab es mehrere Projektstudien, die im alten Hafengebiet an der Bucht von Tokio die Entstehung neuer Büro- und Geschäftsviertel durch Landgewinnung vorsahen. Konkrete Planungen dafür setzten Mitte der 1960er Jahre ein, wobei die neuen Gebiete mittels einer Linie der U-Bahn Yokohama erschlossen werden sollten (ihre geplante Streckenführung stimmte jedoch nur zu einem kleinen Teil mit der heutigen Minatomirai-Linie überein). Der Boden entlang der Küste erwies sich als viel weicher als ursprünglich angenommen. Dies hatte zahlreiche Neuplanungen und Projektanpassungen zur Folge, die sich über Jahre hinzogen. 1973 zog das Verkehrsministerium angesichts des stark zunehmenden Straßenverkehrs den Bau einer Stadtautobahn vor und stellte die U-Bahn-Planungen bis auf weiteres zurück. Als 1983 die Umsetzung des Stadtentwicklungsprojekts Minato Mirai 21 begann, war die Frage der Bahnerschließung weiterhin nicht abschließend geklärt. Zwei Jahre später stellte das Verkehrsministerium ein neues Projekt vor, das die unterirdische Verlängerung der Yokohama-Linie über Motomachi bis zum Bahnhof Negishi vorsah. Aufgrund der Privatisierung der Japanischen Staatsbahn im Jahr 1987 kam dieses Vorhaben ebenfalls nicht zustande.
Um doch noch zu einer Lösung zu gelangen, verhandelten die Stadtbehörden mit verschiedenen in der Region tätigen Bahngesellschaften. Schließlich kam im Juni 1987 eine Einigung mit der Tōkyū Dentetsu zustande: Die neu zu errichtende Strecke sollte an die Tōkyū Tōyoko-Linie angebunden werden. Beide Partner gründeten am 29. März 1989 eine gemeinsame Bahngesellschaft, die Yokohama Kōsoku Tetsudō, die am 19. April 1990 eine Eisenbahngeschäftslizenz erhielt. Der Spatenstich erfolgte am 24. November 1992. Ursprünglich war die Eröffnung 1999 vorgesehen, bedingt durch große Umbauarbeiten im Bahnhof Yokohama und geologische Schwierigkeiten dauerte der Bau jedoch über elf Jahre. Testfahrten konnten ab November 2003 durchgeführt werden. Schließlich wurde die Minatomirai-Linie am 1. Februar 2004 eröffnet. Sie ersetzte den auf einem Viadukt verlaufenden Abschnitt Yokohama–Sakuragichō der Tōyoko-Linie, der zwei Tage zuvor stillgelegt worden war.

## Liste der Bahnhöfe
Ky = Kyūkō (Express); TT = Tsūkin-tokkyū (Commuter Limited Express); To = Tokkyū (F Liner); ST = S-Train
| Name | Name                              | km  | Ky | TT | To | ST | Anschlusslinien | Lage   | Ort                |
| ---- | --------------------------------- | --- | -- | -- | -- | -- | --- | ------ | ------------------ |
| MM01 | Yokohama (横浜)                   | 0,0 | ●  | ●  | ●  | ●  | Tōkaidō-Hauptlinie Keihin-Tōhoku-Linie Negishi-Linie Yokosuka-Linie Tōkyū Tōyoko-Linie Keikyū-Hauptlinie Sōtetsu-Hauptlinie U-Bahn Yokohama: Blaue Linie | Koord. | Nishi-ku, Yokohama |
| MM02 | Shin-Takashima (新高島)           | 0,8 | ǀ  | ǀ  | ǀ  | ǀ  | | Koord. | Nishi-ku, Yokohama |
| MM03 | Minatomirai (みなとみらい)        | 1,7 | ●  | ●  | ●  | ●  | | Koord. | Nishi-ku, Yokohama |
| MM04 | Bashamichi (馬車道)               | 2,6 | ●  | ●  | ǀ  | ǀ  | | Koord. | Naka-ku, Yokohama  |
| MM05 | Nihon-ōdōri (日本大通り)          | 3,2 | ●  | ●  | ǀ  | ǀ  | | Koord. | Naka-ku, Yokohama  |
| MM06 | Motomachi-Chūkagai (元町・中華街) | 4,1 | ●  | ●  | ●  | ●  | | Koord. | Naka-ku, Yokohama  |